# والتر سواريس
والتر سواريس (بالبرتغالية: Walter Soares‏) هو مجدف برازيلي، ولد في 3 يوليو 1959.

## وصلات خارجية
- والتر سواريس على موقع الاتحاد الدولي للتجديف (الإنجليزية)
- والتر سواريس على موقع أوليمبيديا (الإنجليزية)